# Tau4 Eridani
Título a ser usado para criar uma ligação interna é Tau4 Eridani.
Tau4 Eridani (16 Eridani) é uma estrela na direção da constelação de Eridanus. Possui uma ascensão reta de 03h 19m 30.97s e uma declinação de −21° 45′ 28.6″. Sua magnitude aparente é igual a 3.70. Considerando sua distância de 258 anos-luz em relação à Terra, sua magnitude absoluta é igual a −0.79. Pertence à classe espectral M3/M4III.